# Club Deportivo Iberia (Tenerife)
El Club Deportivo Iberia fue un club deportivo de la ciudad de Santa Cruz de Tenerife, ligado al barrio de El Toscal. Su equipo de fútbol, nacido en 1922 con el nombre de Iberia Fútbol Club, es considerado como uno de los históricos del balompié canario de la primera mitad del siglo xx.
El Iberia adquirió con el tiempo un carácter polideportivo y aparte del fútbol el club contó a lo largo de su historia con secciones de baloncesto, natación, boxeo, tenis de mesa, béisbol, hockey sobre patines y ajedrez.
Su equipo de fútbol desapareció en 1950 al fusionarse con el Club Deportivo Price para constituir la fallida Unión Deportiva Tenerife. Posteriormente y poco a poco fue perdiendo el resto de sus actividades deportivas pero mantendría su condición de sociedad. A principios del siglo XXI se fusiona con una asociación local para formar la Asociación de Vecinos Ravina Iberia-Toscal.
Desde el 20 de junio de 2020, se desvincula de la Asociación de Vecinos Ravina Iberia - Toscal, aunque estos, en la actualidad, continúan haciendo uso de esta denominación. La Sociedad Iberia Club Deportivo (fundada el 22 de agosto de 1923) Mantiene su sede social en la calle San Martín 46, (su primera Sede fue en la Calle José Suárez Guerra n°65) en la actual de la toscalera calle de San Martín es donde también se encuentra ubicada la Asociación de Vecinos Blanco y Negro del Toscal, siendo el presidente de ambas, José Antonio Pérez Afonso.

## Historia

### Fundación y sus inicios

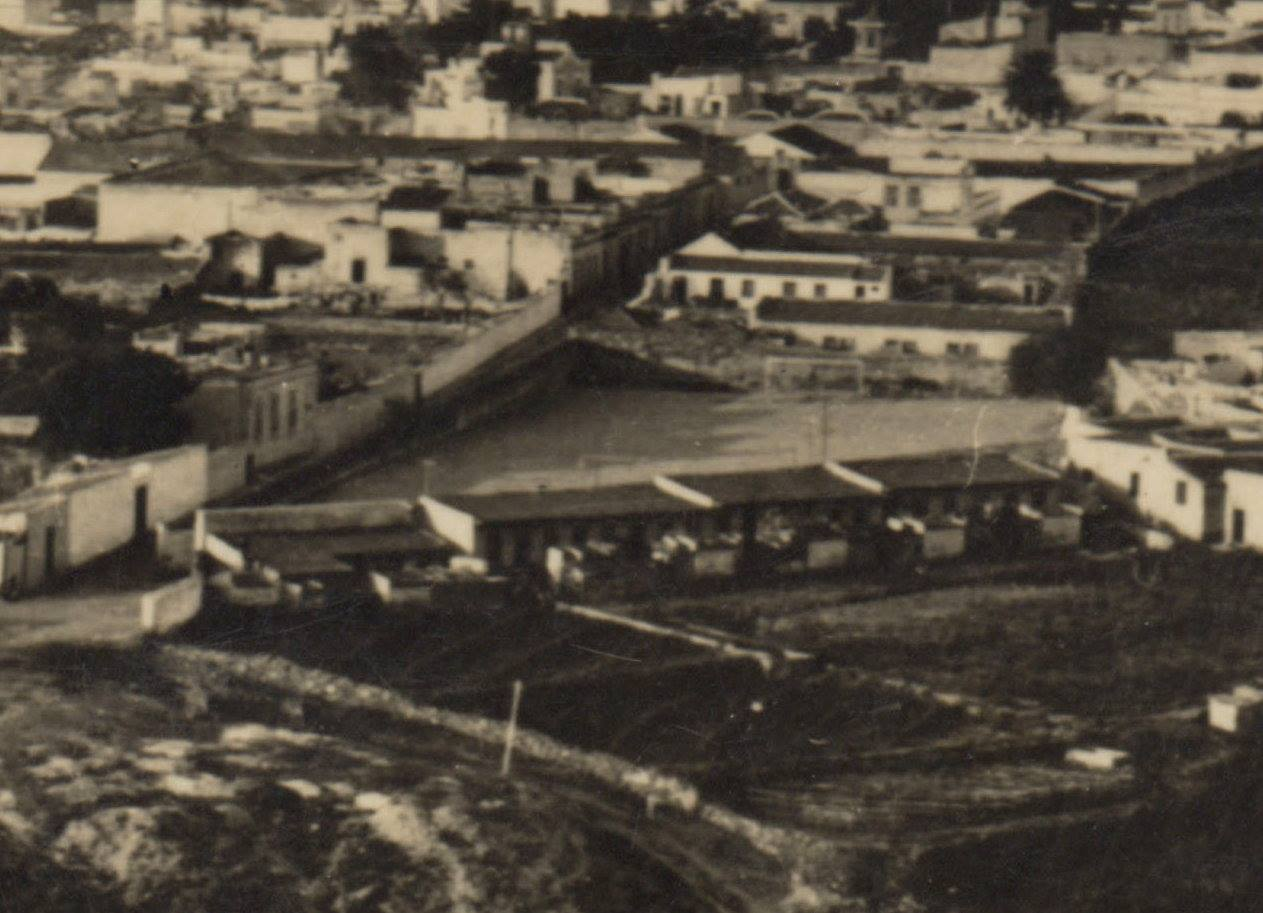
Pequeño campo de la calle San Miguel, propiedad del Iberia. En la actualidad se levanta en este lugar la Iglesia de San José.

El club nace en septiembre de 1922 por iniciativa de unos socios de la Sociedad de Recreo, Instrucción y Fomento del Barrio del Toscal "Luz y Vida". Estos querían crear un equipo de fútbol que representará a esta sociedad pero ante ciertas discrepancias internas descartaron esa idea y decidieron fundar un nuevo club. En una azotea del barrio de El Toscal se celebraron las primeras reuniones en las que se pusieron los pilares de la nueva entidad, decidiéndose en una de ellas bautizarlo como Iberia Fútbol Club. Antonio Suárez Amaro sería su primer presidente.
El Iberia compra un pequeño terreno en la calle San Miguel, cerca del Fuerte de Almeyda, y lo adecenta para la práctica deportiva. Inaugurado a finales de 1923 este reducido campo servirá como lugar de entreno del equipo. Sus dimensiones no eran idóneas para partidos oficiales por lo que a lo largo de su historia el Iberia se desempeña como local en el campo de la Avenida y sobre todo en el Estadio Heliodoro Rodríguez López, entonces conocido simplemente como Stadium.
Pronto el Iberia se ganaría la simpatía de los vecinos de El Toscal. La entidad y su león rojo en posición rampante característico se convertirían en un símbolo del populoso barrio. Esta seña de identidad del club le valió el apelativo de "leones del Toscal" o "leones rojos". 
En 1926 Iberia y Fomento se convierten en los primeros equipos de la isla en inscribirse en la recién creada Federación Canaria de Fútbol. Esto les supuso no pocas críticas pues al tener este organismo su sede en Las Palmas muchos pensaban que actuaría a favor de los equipos grancanarios y en contra de los intereses tinerfeños. El Pleito insular estaba viviendo sus momentos más álgidos y no era ajeno al terreno deportivo.
Para la temporada 1926-27 se organiza un campeonato regional en el que seis equipos lucharían en una liga para alcanzar el título de Campeón de Canarias. El Iberia finalizaría segundo, solo por detrás del Real Club Victoria.

#### Primer campeón de Tenerife y polémico subcampeonato regional
En 1927 la Real Federación Española de Fútbol organizó los primeros torneos oficiales en las islas y por primera vez se celebró el campeonato tinerfeño. Este se disputaría de septiembre a diciembre en forma de liga entre los cinco conjuntos que constituían la recién estrenada Primera Categoría. El Iberia con 5 victorias, dos empates y tan solo una derrota se convertiría en el primer campeón del campeonato insular.
| Pos. | Equipo               | Pts | PJ | PG | PE | PP | GF | GC |
| ---- | -------------------- | --- | -- | -- | -- | -- | -- | -- |
| 1.   | Iberia F.C.          | 12  | 8  | 5  | 2  | 1  | 10 | 4  |
| 2.   | Fomento F.C.         | 10  | 8  | 3  | 4  | 1  | 10 | 6  |
| 3.   | Real Hespérides S.C. | 7   | 8  | 2  | 3  | 3  | 11 | 12 |
| 4.   | Salamanca F.C.       | 6   | 8  | 1  | 4  | 3  | 3  | 8  |
| 5.   | C.D. Tenerife        | 5   | 8  | 2  | 1  | 5  | 7  | 11 |

Iberia y Real Club Victoria, primero en la isla vecina, se medirían en una final a doble partido para dilucidar cual de ellos se coronaba como campeón de Canarias. Ambos enfrentamientos se celebraron en el campo España de Las Palmas de Gran Canaria. El 15 de enero de 1928 la ida finaliza con empate a un tanto. Una semana después se repetiría el resultado aunque con polémica pues el colegiado anuló un gol a los tinerfeños a instancias de un linier por un supuesto offside. Fuera como fuera tras esta segunda igualada era necesario un desempate. El equipo carbonero propuso anular el último choque y repetirlo en el mismo escenario. Sin embargo el club iberista solo aceptó volver a jugar si se disputaban nuevamente dos encuentros pero en esta ocasión uno en cada isla, acordándose así finalmente. El 11 de marzo el Victoria cobró ventaja al vencer por 1-0 en la capital grancanaria. El 1 de abril en el Stadium de Santa Cruz remontarían los de El Toscal venciendo por el 3-1. El Iberia era campeón de Canarias y si fue hasta que la Federación Canaria decidió descalificarlo. Sanción injustificada a juicio de la prensa local que solo encontraba una explicación: el ente federativo no podía permitir que el título viajará a la isla de enfrente.
A comienzos del verano de 1928 Iberia y Salamanca se disputaron a doble partido la Copa Coca-Cola, trofeo donado por el representante de la compañía. Este concurso futbolístico levantó bastante expectación y numerosos espectadores acudieron al Stadium, recinto que acogió sus partidos. Los leones del Toscal se impusieron en el primer encuentro por 2-1, devolviéndole el resultado los del barrio de Salamanca una semana después. El 5 de agosto el Iberia deshizo la igualada al imponerse por 3-1.

#### Un equipo temible

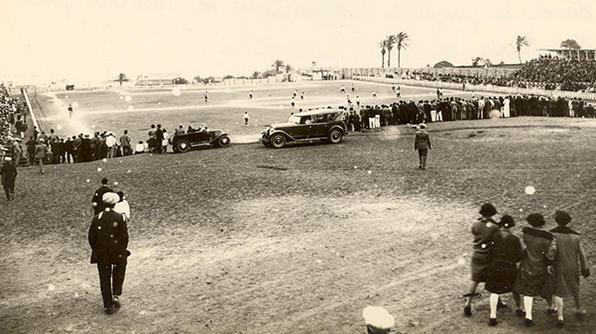
Gran espectación en el Stadium para un Iberia-Salamanca de la Copa "Coca-Cola" celebrada en el verano de 1928.

En uno de los márgenes del campo de la calle San Miguel había un frondoso algarrobero cuya popularidad creció junto a la del equipo hasta tal punto que en ocasiones se referían al once de El Toscal como "los chicos del Algarrobero". Contaba una leyenda que al caer sus hojas al suelo se convertían en jugadores para el club. Muchos y buenos jugadores surgieron del campo del Iberia. 
El Iberia logró conformar en estos años un equipo temido por sus rivales. Estaba compuesto, salvo raras variaciones por: Luis García; Sanfiel, Elicio; Basilio, Morera, Manuel Suárez; Juan Molina, Toledo, Augusto Álvarez, Arbelo y Paco López. La calidad de sus jugadores era incuestionable y a pesar de la distancia no pasarían inadvertidos para grandes equipos del país.
Así por ejemplo Rafael Morera y Francisco "Paco" López se convirtieron en los primeros canarios en vestir la camiseta del Real Madrid tras fichar por el club blanco en 1928 de cara a la primera edición de Primera División. En 1929 el Real Sporting de Gijón incorporaría también del Iberia a Luis García, el guardamenta, primer hombre de fuera de Asturias en defender los colores del equipo rojiblanco. Haría lo propio con el defensa Elidio Morales, también pretendido por los merengues, aunque este al contrario de su compañero no cuajó y regresaría pronto a la isla. El Real Betis también pescaría en el equipo blanquinegro, en este caso al atacante Tomás Arbelo.
La marcha de sus mejores efectivos y la consiguiente pérdida de potencial se vería reflejada en las discretas actuaciones del Iberia durante las siguientes campañas.

### Años cuarenta. Del resurgir a la crisis
En 1942 el club ahogado en una gran deuda económica se refunda cambiando su nombre a Club Deportivo Iberia.
A partir de la temporada 1941-42 los vencedores de los dos campeonatos regionales se enfrentarían a doble partido disputándose el título de campeón de Canarias. Además desde un año antes, una vez finalizadas las competiciones locales los cuatro mejores clasificados de las dos islas disputaban una nueva competición con un formato de liga. Se conocería como Liga Inter-Regional y se convertiría en la más prestigiosa de las celebradas en el archipiélago. Desde entonces el Iberia se haría con el máximo torneo tinerfeño en dos ocasiones pero no serían capaces de obtener ninguno a nivel regional.
Su segunda posición en la Primera Categoría 1941-42 posibilitó su primera participación en la liga regional. 
En la temporada 1942-43 un buen inicio fue clave para que los leones del Toscal volvieran a reeditar su victoria en el campeonato insular quince años después. Este éxito le daba la oportunidad de alzarse con el título de campeón de Canarias y para ello debía batir al Marino Fútbol Club que había sido el mejor en Gran Canaria. El 17 de enero daba comienzo la eliminatoria en el Estadio Pepe Gonçalvez de Las Palmas. El Iberia cosechó un valioso empate, mostrando un juego más rápido y enérgico que los locales. Todo parecía propicio para que los blanquinegros se hicieran con su primera conquista regional pero su mala actuación el 31 de enero echó al traste ese sueño. Ese día en el partido de vuelta los espectadores del Stadium vieron como el conjunto azul y foráneo dominaba llevándose el triunfo por 0-2.
| Pos. | Equipo               | Pts | PJ | PG | PE | PP | GF | GC |
| ---- | -------------------- | --- | -- | -- | -- | -- | -- | -- |
| 1.   | C. D. Iberia         | 11  | 8  | 4  | 3  | 1  | 16 | 10 |
| 2.   | C. D. Tenerife       | 9   | 8  | 3  | 3  | 2  | 11 | 12 |
| 3.   | Real Unión           | 8   | 8  | 3  | 2  | 3  | 19 | 15 |
| 4.   | C. D. Price          | 7   | 8  | 2  | 3  | 3  | 10 | 13 |
| 5.   | Real Hespérides S.C. | 5   | 8  | 2  | 1  | 5  | 12 | 18 |

Completando una buena segunda vuelta el Iberia conquistó el campeonato en la temporada 1944-45. El título se decidió para los blanquinegros en la última jornada gracias a su triunfo sobre el Real Hespérides. En la final entre campeones tendría otra vez enfrente al Marino y en ella, tal como sucedió dos años atrás, no fue capaz de refrendar su buen hacer en el torneo insular. Los marinistas se impusieron en la ida por 2-0. En la vuelta aventajaban también por 2-4 a los iberistas en un partido en el Stadium que no llegó a concluir debido a graves incidentes. Tras una buena temporada el club recibió la invitación del Real Club Deportivo Español para jugar varios partidos durante el verano en Barcelona pero decidió declinarla por los costes del desplazamiento.
| Pos. | Equipo               | Pts | PJ | PG | PE | PP | GF | GC |
| ---- | -------------------- | --- | -- | -- | -- | -- | -- | -- |
| 1.   | C. D. Iberia         | 10  | 8  | 5  | 0  | 3  | 23 | 19 |
| 2.   | C. D. Price          | 10  | 8  | 5  | 0  | 3  | 22 | 19 |
| 3.   | Real Hespérides S.C. | 9   | 8  | 4  | 1  | 3  | 19 | 13 |
| 4.   | C. D. Tenerife       | 8   | 8  | 4  | 0  | 4  | 18 | 13 |
| 5.   | Real Unión           | 3   | 8  | 1  | 1  | 6  | 13 | 31 |

#### Tres promociones y una interminable final

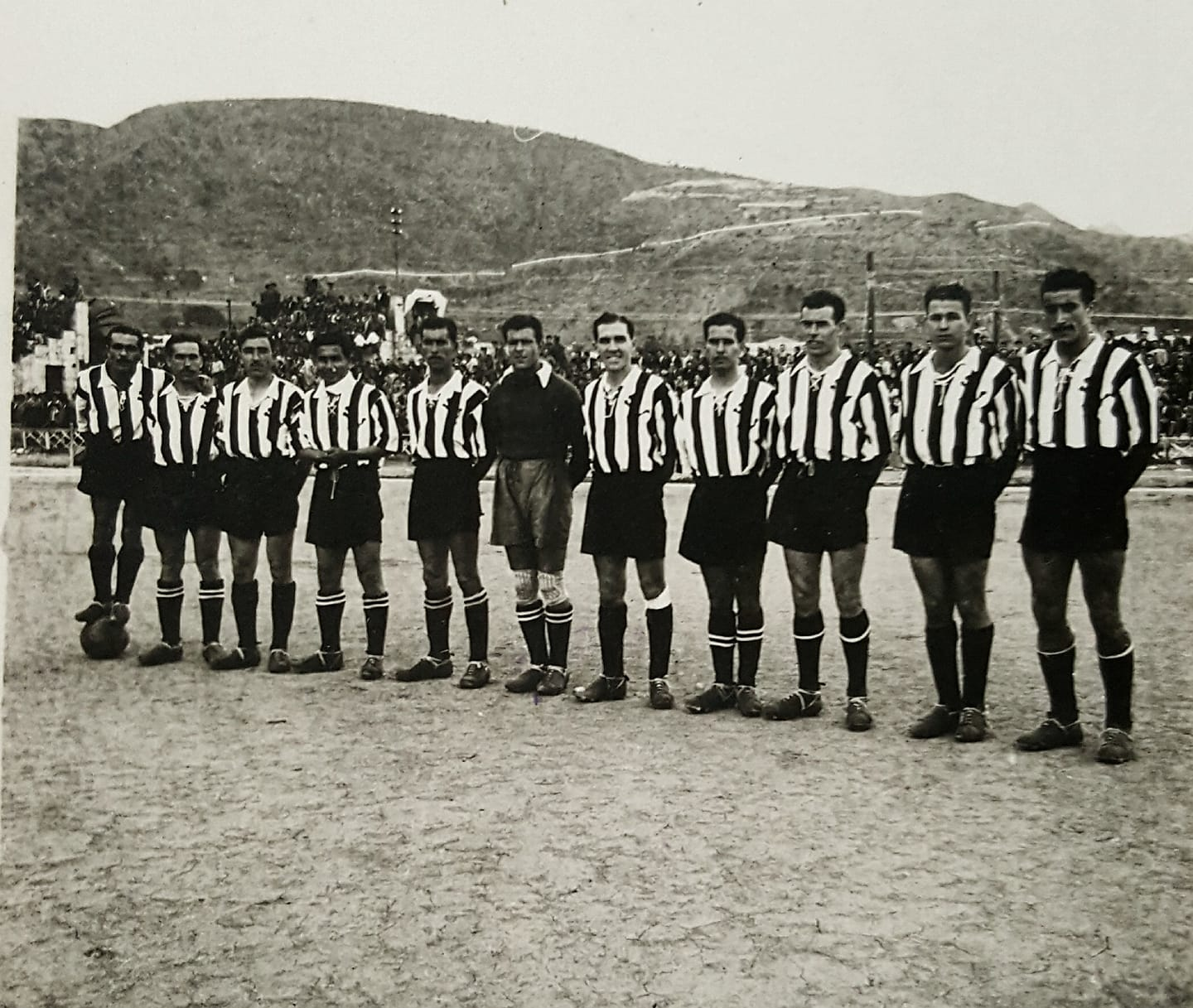
Once del Iberia en la década de 1940 con su clásica equipación blanquinegra. En el pecho lucían el característico león de color rojo.

Decepcionante fue su papel en el campeonato de Primera Regional 1946-47 finalizando quinto y último. Tras esto las esperanzas iberistas se centraron en la Copa de Canarias, competición que se estrenaba esa temporada. El Iberia se deshizo primero del Club Deportivo Price y luego del Real Hespérides. En semifinales haría lo propio con el Marino Fútbol Club al que vencería por 3-1 en Santa Cruz después de empatar a un tanto en Las Palmas. Se mediría en la final al Real Victoria que venía de eliminar al Club Deportivo Tenerife. En la final los grancanarios fueron muy superiores venciendo en ambas capitales por 2-0 y 0-3. El Iberia denunció que su rival había incurrido en alineación indebida y dándole la razón la federación anuló este segundo partido. Sin embargo al no encontrarse fechas la repetición no se celebraría hasta un año más tarde.
Antes, una semana después, debía afrontar la promoción a la que le condenó su mala actuación en el campeonato doméstico. Su rival sería el Real Unión de Tenerife que se había proclamado campeón de Segunda Categoría. Los blanquinegros se harían con la victoria en los dos enfrentamientos celebrados en un Stadium a rebosar, primero por 2-1 y transcurridos siete días por 2-0. Aun habiendo salvado su plaza el club se encontraba sumido en una profunda crisis y se especuló con la posibilidad de que no presentase equipo de cara al siguiente ejercicio. Sale a competir pero los malos resultados continúan terminando, sin victorias y con solamente dos puntos en su casillero, otra vez como farolillo rojo. Nuevamente salvaría los muebles en la promoción dejando sin ascenso al Club Deportivo Laurel del barrio de El Cabo después de imponerse por 4-2 y 2-1. Dos días antes de esta vuelta de la promoción se resolvió al fin la final de la Copa de Canarias de la temporada anterior. Ese 19 de marzo se celebró la repetición de aquel partido de vuelta anulado pero en esta ocasión en La Manzanilla de La Laguna. El Club Deportivo Iberia consiguió igualar el muy lejano 2-0 de la ida al terminar los noventa minutos con un triunfo por 3-1. Esta vez no se disputaría un partido de desempate como se acostumbraba entonces y al pitido final le siguió una prórroga de media hora, en dos tiempos de quince minutos, en la que no se movió el marcador. La tanda de penaltis todavía tardaría años en aparecer para convertirse en solución por lo que tras estos 120 minutos se decidió seguir jugando prórrogas de diez minutos hasta que alguno marcase. No sería necesario alargarlo mucho pues en los primeros minutos de alargue anotarían los visitantes. El partido concluía con ese 3-2 y el Victoria celebraría por segunda vez la conquista de la Copa de Canarias de 1947. La andadura por la siguiente edición del torneo, la correspondiente a esa temporada, no resultó tan larga pues después de superar al Price cayó contra el Real Unión merced a los contundentes 3-0 y 5-2.
La mejoría no llega y de nuevo el Iberia acaba el campeonato insular correspondiente a la 1948-49 primero por la cola. Tercera promoción de permanencia consecutiva y su rival en esta fue el Club Deportivo San Andrés. Sus enfrentamientos resultaron muy igualados y dos empates, uno a tres goles y el otro a uno, obligaron a un tercer partido. En el choque decisivo los azulgranas se impondrían a los blanquinegros ganando 2-1. No obstante por causas que no transcendieron y pese a la ampliación a seis participantes de cara a la nueva temporada el San Andrés no subió mientras que el Iberia si conservaría su puesto en Primera Regional.

### Adiós al fútbol por un proyecto común
Al fin en junio de 1949 la Federación Española de Fútbol aprobó permitir la incorporación de equipos canarios a las categorías nacionales. Al término de la temporada 1949-50 el campeón regional de Canarias se ganaría la participación en la liguilla de ascenso y en el caso de superarla alcanzaría la Segunda División. En Tenerife, el campeonato se lo adjudicó el Club Deportivo Tenerife, que aventajó en un punto al Club Deportivo Norte y en dos al Real Hespérides. Los equipos de los barrios de la capital habían prestado su colaboración al club blanquiazul y esto quedó reflejado en la tabla al ocupar las tres últimas plazas. El Iberia acaba quinto, penúltimo, con tan solo cuatro puntos. Los blanquiazules se midieron con la Unión Deportiva Las Palmas, que se había hecho con la victoria en el campeonato de la isla vecina. La Unión Deportiva se impuso a los tinerfeños en los dos partidos por 1-2 y 1-0, consiguiendo así el acceso a la liguilla de ascenso. A la postre su segunda posición en ella le valdría para escalar hasta el segundo nivel del fútbol español. Y lo hacía sin haber cumplido ni siquiera un año de existencia. La entidad amarilla había sido creada en agosto de 1949 gracias a la fusión de cinco conjuntos locales: Club Deportivo Gran Canaria, Atlético Club, Real Club Victoria, Arenas Club y Marino Fútbol Club.
El máximo organismo federativo anunció que al término de la siguiente campaña el campeón regional tinerfeño volvería a disponer de una oportunidad. En esta ocasión únicamente tendría que superar una eliminatoria frente al decimotercer clasificado de Segunda División para ingresar en dicho nivel. Ante el fracaso del representativo y el descontento de la afición de los equipos de los barrios se empieza a hablar de una posible unión entre ellos para luchar por el ascenso. En octubre de 1950 los presidentes del Iberia y el Price acuerdan la fusión de sus equipos de fútbol para crear un nuevo club, totalmente convencidos de que la única forma de lograr el ansiado objetivo era repetir la fórmula que había funcionado en Gran Canaria. Sin embarog no bastaba con la implicación solamente de dos, era necesaria la colaboración de todos para que el proyecto llegará a buen puerto y con ese fin se sucedieron las reuniones. Finalmente la nueva entidad queda constituida el 18 de noviembre bajo la denominación de Unión Deportiva Tenerife. Tomando como base la fusión Iberia-Price quedarían integados en ella todos los equipos de la Primera Regional.
Llegado el momento la Unión Deportiva Tenerife no cumplió con su cometido. No pudo aprovechar la ventaja dada por el 1-0 conseguido en la isla frente al Levante Unión Deportiva en la decisiva eliminatoria. El conjunto granota remontó en el Estadio de Vallejo y salió airoso de la promoción gracias a vencer por 3-1. Tras el fiasco la unidad se quebró y el Club Deportivo Tenerife se desvinculó, volviendo a competir de forma independiente. La puerta a Segunda División se volvería a abrir en la campaña 1952-53 con la misma fórmula que dos años antes. El triunfador del campeonato regional se mediría a un integrante de la división de plata en una promoción buscando acceder a ella. Solamente tomaron parte del torneo insular la Unión Deportiva Tenerife, el Club Deportivo Norte y el Club Deportivo Tenerife. Real Unión y Real Hespérides se mantendrían fieles a una Unión que también recibiría la ayuda de la Unión Deportiva Las Palmas. No sería suficiente y los blanquiazules se impondrían, consiguiendo luego tras superar al Orihuela Deportiva Club de Fútbol el premio del ascenso. La Unión Deportiva Tenerife acabaría disolviéndose al final de la temporada. El proyecto había fracasado pero el deporte rey nunca volvería al Iberia, la fusión había puesto fin a casi tres décadas de fútbol.
Desaparecido el Iberia el máximo representante futbolístico de El Toscal pasó a ser el Oriente Club de Fútbol. Este equipo militaba la temporada 1950-51 en Tercera Regional después de años haciéndolo en las competiciones de clubs adheridos. El Oriente ascendió a la máxima categoría regional por primera vez en 1957 y un año más tarde cambió su nombre por el de Toscal Club de Fútbol. El panorama era distinto; el Tenerife, que había alcanzado al fin en 1953 la Segunda División Española, acaparaba gran parte de la atención y el fútbol regional perdió en interés. Aun así supo ganarse a la afición y convertirse en un digno sucesor. Con el león rojo del histórico Iberia en su escudo y la misma equipación blanquinegra las alegrías futbolísticas volvieron al barrio.

## Todas las temporadas
| Temporada                                                                             | Liga Regional | Liga Regional | Liga Regional | Liga Regional | Liga Regional | Liga Regional | Liga Regional | Liga Regional | Liga Regional | Liga Interregional | Liga Interregional | Liga Interregional | Liga Interregional | Liga Interregional | Liga Interregional | Liga Interregional | Liga Interregional | Campeonato Regional de Canarias | Copa de Canarias |
| Temporada                                                                             | Liga          | PJ            | PG            | PE            | PP            | GF            | GC            | Pts           | Pos           | PJ                 | PG                 | PE                 | PP                 | GF                 | GC                 | Pts                | Pos                | Campeonato Regional de Canarias | Copa de Canarias |
| ------------------------------------------------------------------------------------- | ------------- | ------------- | ------------- | ------------- | ------------- | ------------- | ------------- | ------------- | ------------- | ------------------ | ------------------ | ------------------ | ------------------ | ------------------ | ------------------ | ------------------ | ------------------ | ------------------------------- | ---------------- |
| 1926-27                                                                               | —             | —             | —             | —             | —             | —             | —             | —             | —             | —                  | —                  | —                  | —                  | —                  | —                  | —                  | —                  | Subcampeón                      | —                |
| 1927-28                                                                               | 1.ª Categoría | 8             | 5             | 2             | 1             | 10            | 4             | 12            | 5.º           | —                  | —                  | —                  | —                  | —                  | —                  | —                  | —                  | —                               | —                |
| 1928-29                                                                               | 1.ª Categoría | 8             | 4             | 0             | 4             | 13            | 21            | 8             | 3.º           | —                  | —                  | —                  | —                  | —                  | —                  | —                  | —                  | —                               | —                |
| 1929-30                                                                               | 1.ª Categoría | 8             |               |               |               |               |               |               | 4.º           | —                  | —                  | —                  | —                  | —                  | —                  | —                  | —                  |                                 | —                |
| 1930-31                                                                               | 1.ª Categoría | 8             |               |               |               |               |               |               | 3.º           | —                  | —                  | —                  | —                  | —                  | —                  | —                  | —                  | —                               | —                |
| 1931-32                                                                               | 1.ª Categoría | 10            |               |               |               |               |               |               | 2.º           | —                  | —                  | —                  | —                  | —                  | —                  | —                  | —                  | —                               | —                |
| 1932-33                                                                               | 1.ª Categoría | 10            |               |               |               |               |               |               | 3.º           | —                  | —                  | —                  | —                  | —                  | —                  | —                  | —                  | —                               | —                |
| 1933-34                                                                               | 1.ª Categoría | 12            | 5             | 2             | 5             | 27            | 31            | 12            | 3.º           | —                  | —                  | —                  | —                  | —                  | —                  | —                  | —                  | —                               | —                |
| 1934-35                                                                               | 1.ª Categoría | 9             |               |               |               |               |               |               | 5.º           | —                  | —                  | —                  | —                  | —                  | —                  | —                  | —                  | —                               | —                |
| 1935-36                                                                               | 1.ª Categoría | 8             | 2             | 3             | 3             | 8             | 17            | 7             | 3.º           | —                  | —                  | —                  | —                  | —                  | —                  | —                  | —                  | —                               | —                |
| La actividad futbolística en España fue suspendida debido a la Guerra civil española. |               |               |               |               |               |               |               |               |               |                    |                    |                    |                    |                    |                    |                    |                    |                                 |                  |
| 1939-40                                                                               | 1.ª Categoría | 8             | ¿-?           | ¿-?           | ¿-?           | ¿-?           | ¿-?           | ¿-?           | 2.º           | —                  | —                  | —                  | —                  | —                  | —                  | —                  | —                  | —                               | —                |
| 1940-41                                                                               | 1.ª Categoría | 8             | 1             | 0             | 7             | 4             | 22            | 2             | 5º            | —                  | —                  | —                  | —                  | —                  | —                  | —                  | —                  | —                               | —                |
| 1941-42                                                                               | 1.ª Categoría | 8             | 3             | 4             | 1             | 22            | 15            | 10            | 2.º           | 14                 | 6                  | 2                  | 6                  | 26                 | 29                 | 14                 | 6.º                | —                               | —                |
| 1942-43                                                                               | 1.ª Categoría | 8             | 4             | 3             | 1             | 16            | 10            | 11            | 1.º           | 14                 | 5                  | 2                  | 7                  | 29                 | 29                 | 12                 | 4.º                | Subcampeón                      | —                |
| 1943-44                                                                               | 1.ª Categoría | 8             | 2             | 3             | 3             | 11            | 10            | 7             | 4.º           | 14                 | 3                  | 1                  | 10                 | 21                 | 42                 | 7                  | 8.º                | —                               | —                |
| 1944-45                                                                               | 1.ª Categoría | 8             | 5             | 0             | 3             | 23            | 19            | 10            | 1.º           | 14                 | 4                  | 3                  | 7                  | 34                 | 41                 | 11                 | 7.º                | Subcampeón                      | —                |
| 1945-46                                                                               | 1.ª Categoría | 8             | 3             | 1             | 4             | 17            | 14            | 7             | 4.º           | 14                 | 6                  | 2                  | 6                  | 36                 | 30                 | 14                 | 4.º                | —                               | —                |
| 1946-47                                                                               | 1.ª Categoría | 8             | 1             | 3             | 4             | 8             | 15            | 5             | 5.º           | —                  | —                  | —                  | —                  | —                  | —                  | —                  | —                  | —                               | Subcampeón       |
| 1947-48                                                                               | 1.ª Categoría | 10            | 0             | 2             | 8             | 9             | 32            | 2             | 5.º           | —                  | —                  | —                  | —                  | —                  | —                  | —                  | —                  | —                               | 2º eliminatoria  |
| 1948-49                                                                               | 1.ª Categoría | 10            | 2             | 2             | 6             | 13            | 30            | 6             | 5.º           | —                  | —                  | —                  | —                  | —                  | —                  | —                  | —                  | —                               | —                |
| 1949-50                                                                               | 1.ª Categoría | 10            | 1             | 2             | 7             | 7             | 30            | 4             | 5.º           | —                  | —                  | —                  | —                  | —                  | —                  | —                  | —                  | —                               | —                |

- Nota: los datos suministrados se han extraídos de los periódicos de Aire libre, El Progreso: diario republicano y La Prensa, que se pueden consultar en el archivo de prensa Jable. También se han obtenido de la base de datos del Campeonato Regional de Canarias  realizada por Raúl Torre en Rec.Sport.Soccer Statistics Foundation (RSSSF).

## Palmarés
- Primera Categoría/Campeonato tinerfeño (3): 1927-28, 1942-43 y 1944-45.
- Subcampeón del Campeonato de las Islas Canarias (4): 1926-27, 1927-28, 1942-43 y 1944-45.[66]
- Copa Coca-Cola: 1928

## Otras secciones deportivas

### Baloncesto
Desde comienzos de los años 40 y 1951 el club mantuvo un equipo de baloncesto.
Esta sección vivió el albor del deporte de la canasta en la isla. En la temporada 1941-42 se celebró el primer campeonato tinerfeño en el que participaron seis equipos ya federados. Dos de San Cristóbal de La Laguna (J. C. Laguna y Club Deportivo Canarias) y los restantes de la capital (Club Campestre Gimnástico, Club Deportivo Tenerife, Club Deportivo Price y Club Deportivo Iberia).
En 1944 realiza una buena actuación y alcanza la final de la competición. La pierde por un reñido 14-15 ante el "Educación y Descanso", nombre bajo el que competía el Club Baloncesto Canarias. Sería por tanto el equipo canarista como campeón de Tenerife el representante provincial en el campeonato nacional. Antes viajaría a Las Palmas para enfrentarse al vencedor del campeonato local en busca del título de campeón regional.
A finales de 1945 inaugura su cancha de baloncesto ubicada en la calle San Francisco Javier. Se trataba de unas instalaciones modernas para la época que posibilitaban jugar partidos de noche y que también usarían para sus partidos oficiales el club "Educación y Descanso" y las correspondientes secciones del Club Deportivo Tenerife y Club Deportivo Price.
En la campaña 1949-50 consigue su mayor logro al hacerse con el campeonato provincial.

### Boxeo
El club poseía un gimnasio, la Sala Iberia, ubicado en la calle Suárez Guerra y muy próximo al también desaparecido Parque Recreativo. La sala de boxeo del Iberia sería una de las más antiguas y con más solera de la capital. Un referente en la edad dorada de este deporte en Canarias, época en la que había bastante afición y las veladas atraían a numerosa concurrencia. Prolifero vivero de púgiles en ella entrenaron campeones como Fermín Hernández Suárez, Ángel Grela López o Manuel Fajardo Reyes.

### Natación
Creada en la década de 1930 la de natación fue sin duda una de las secciones más exitosas del club.
El Iberia era uno seis equipos de natación que existían en la isla en 1940 junto a Náutico, Martiánez, Price, Tenerife y Viriscui.
Manuel Cruz, uno de sus nadadores, formó parte de la selección canaria que triunfó en el XXXI Campeonato de España Absoluto de Verano de Natación, celebrado en 1941 en Palma de Mallorca.